# DjVu
DjVu (uitgesproken als déjà vu) is een bestandsformaat dat voornamelijk gebruikt wordt voor het opslaan van ingescande documenten. Vooral voor documenten met een combinatie van tekst, tekeningen en foto’s wordt het bestandsformaat veel gebruikt.
Het bestandsformaat gebruikt technieken als scheiding van tekst en achtergrond/afbeeldingen, aritmetische codering en lossy compression (compressie met kwaliteitsverlies) voor bitonale (monochrome) afbeeldingen. Door deze datacompressie kunnen afbeeldingen worden opgeslagen met een minimaal gebruik van opslagruimte.

## Geschiedenis
De DjVu-technologie werd ontwikkeld door Yann LeCun, Léon Bottou, Patrick Haffner en Paul G. Howard van AT&T Laboratories in 1996. DjVu wordt wel aangeprezen als alternatief voor pdf, omdat DjVu in veel gevallen kleinere bestanden genereert dan pdf. Volgens de ontwikkelaars van DjVu kan een pagina met kleurenafbeeldingen in DjVu worden opgeslagen in 40 tot 70 kB. Een JPEG-afbeelding heeft vaak al 500 kB nodig. Net als pdf kan DjVu een OCR-tekstlaag bevatten, wat knippen en plakken en het zoeken van tekst mogelijk maakt.

## Werking
DjVu verdeelt een afbeelding in verschillende kleinere afbeeldingen, en verkleint die los van elkaar. Eerst wordt de afbeelding in drie stukken gesplitst: achtergrond, voorgrond en mask. De achter- en voorgrond hebben vaak lagere resoluties. Deze worden verkleind met het wavelet-gebaseerde compressie-algoritme IW44. De mask-afbeelding wordt gecomprimeerd met een methode genaamd JB2 (gelijk aan JBIG2).

## Licentie
DjVu is een vrij bestandsformaat. In 2002 werd DjVu door het Internet Archive gekozen als het formaat voor het Million Book Project.
De rechten op de commerciële ontwikkeling van DjVu zijn verdeeld over verschillende bedrijven, waaronder AT&T en LizardTech. De originele auteurs onderhouden zelf nog een GPL-implementatie genaamd DjVuLibre.